# از تهران تا بهشت
از تهران تا بهشت فیلمی به کارگردانی ابوالفضل صفاری محصول سال ۱۳۹۱ است.
اولین حضور جهانی این فیلم در جشنواره بین‌المللی فیلم مونترال در سال ٢٠١٣ بود.

## بازیگران
- مهناز افشار
- جعفر والی
- علیرضا خمسه
- مهران احمدی
- علی باقری
- شبنم فرشادجو
- مهدی عباسی
- اشکان صفاری
- فرزین صابونی
- مسعود مهرگان